# Gedeutereerd hexaan
Gedeutereerd hexaan (ook aangeduid als hexaan-d14) is een gedeutereerd oplosmiddel met als brutoformule C6D14. Het is een isotopoloog van n-hexaan en kan gebruikt worden als oplosmiddel in de NMR-spectroscopie. De stof komt bij kamertemperatuur voor als een kleurloze vloeistof, die onoplosbaar is in water. Net als n-hexaan is ook de gedeutereerde variant ontvlambaar.